# Condottiere
Condottiere (eller capitano, kaptajn) – en italiensk hærfører i middelalderen og renæssancen, der – ofte med sine egne indlejede landsknægte – solgte sin krigstjeneste til den højestbydende fyrste. 
Condotta var hans betaling, og condottiere betød oprindeligt "en modtager af betaling for en aftalt tjeneste". På middelalder-italiensk fik ordet condottiero gradvis betydningen "militærleder", også benyttet om italienske katolikker, der ledede aktioner under modreformationen. 